# Nothin' on You
Nothin' on You is de eerste single van het muziekalbum B.o.B presents: The adventures of Bobby Ray van B.o.B. Het nummer, in samenwerking met Bruno Mars, scoorde een nummer-1 hit in de Nederlandse Top 40 en de Amerikaanse Billboard Hot 100. In de Single Top 100 kwam het niet verder dan nr.15.

## Hitnotering
| "Nothin' on You" in de Nederlandse Top 40 - binnen 20-03-2010 | "Nothin' on You" in de Nederlandse Top 40 - binnen 20-03-2010 | "Nothin' on You" in de Nederlandse Top 40 - binnen 20-03-2010 | "Nothin' on You" in de Nederlandse Top 40 - binnen 20-03-2010 | "Nothin' on You" in de Nederlandse Top 40 - binnen 20-03-2010 | "Nothin' on You" in de Nederlandse Top 40 - binnen 20-03-2010 | "Nothin' on You" in de Nederlandse Top 40 - binnen 20-03-2010 | "Nothin' on You" in de Nederlandse Top 40 - binnen 20-03-2010 | "Nothin' on You" in de Nederlandse Top 40 - binnen 20-03-2010 | "Nothin' on You" in de Nederlandse Top 40 - binnen 20-03-2010 | "Nothin' on You" in de Nederlandse Top 40 - binnen 20-03-2010 | "Nothin' on You" in de Nederlandse Top 40 - binnen 20-03-2010 | "Nothin' on You" in de Nederlandse Top 40 - binnen 20-03-2010 | "Nothin' on You" in de Nederlandse Top 40 - binnen 20-03-2010 | "Nothin' on You" in de Nederlandse Top 40 - binnen 20-03-2010 | "Nothin' on You" in de Nederlandse Top 40 - binnen 20-03-2010 | "Nothin' on You" in de Nederlandse Top 40 - binnen 20-03-2010 | "Nothin' on You" in de Nederlandse Top 40 - binnen 20-03-2010 | "Nothin' on You" in de Nederlandse Top 40 - binnen 20-03-2010 | "Nothin' on You" in de Nederlandse Top 40 - binnen 20-03-2010 |
| Week                                                          | 1                                                             | 2                                                             | 3                                                             | 4                                                             | 5                                                             | 6                                                             | 7                                                             | 8                                                             | 9                                                             | 10                                                            | 11                                                            | 12                                                            | 13                                                            | 14                                                            | 15                                                            | 16                                                            | 17                                                            | 18                                                            |                                                               |
| ------------------------------------------------------------- | ------------------------------------------------------------- | ------------------------------------------------------------- | ------------------------------------------------------------- | ------------------------------------------------------------- | ------------------------------------------------------------- | ------------------------------------------------------------- | ------------------------------------------------------------- | ------------------------------------------------------------- | ------------------------------------------------------------- | ------------------------------------------------------------- | ------------------------------------------------------------- | ------------------------------------------------------------- | ------------------------------------------------------------- | ------------------------------------------------------------- | ------------------------------------------------------------- | ------------------------------------------------------------- | ------------------------------------------------------------- | ------------------------------------------------------------- | ------------------------------------------------------------- |
| Nummer                                                        | 20                                                            | 10                                                            | 7                                                             | 5                                                             | 3                                                             | 1                                                             | 1                                                             | 2                                                             | 2                                                             | 2                                                             | 2                                                             | 3                                                             | 3                                                             | 14                                                            | 17                                                            | 27                                                            | 37                                                            | 40                                                            | uit                                                           |

| "Nothin' on You" in de Nederlandse Single Top 100 - binnen: 13-03-2010 | "Nothin' on You" in de Nederlandse Single Top 100 - binnen: 13-03-2010 | "Nothin' on You" in de Nederlandse Single Top 100 - binnen: 13-03-2010 | "Nothin' on You" in de Nederlandse Single Top 100 - binnen: 13-03-2010 | "Nothin' on You" in de Nederlandse Single Top 100 - binnen: 13-03-2010 | "Nothin' on You" in de Nederlandse Single Top 100 - binnen: 13-03-2010 | "Nothin' on You" in de Nederlandse Single Top 100 - binnen: 13-03-2010 | "Nothin' on You" in de Nederlandse Single Top 100 - binnen: 13-03-2010 | "Nothin' on You" in de Nederlandse Single Top 100 - binnen: 13-03-2010 | "Nothin' on You" in de Nederlandse Single Top 100 - binnen: 13-03-2010 | "Nothin' on You" in de Nederlandse Single Top 100 - binnen: 13-03-2010 | "Nothin' on You" in de Nederlandse Single Top 100 - binnen: 13-03-2010 | "Nothin' on You" in de Nederlandse Single Top 100 - binnen: 13-03-2010 | "Nothin' on You" in de Nederlandse Single Top 100 - binnen: 13-03-2010 | "Nothin' on You" in de Nederlandse Single Top 100 - binnen: 13-03-2010 | "Nothin' on You" in de Nederlandse Single Top 100 - binnen: 13-03-2010 | "Nothin' on You" in de Nederlandse Single Top 100 - binnen: 13-03-2010 | "Nothin' on You" in de Nederlandse Single Top 100 - binnen: 13-03-2010 | "Nothin' on You" in de Nederlandse Single Top 100 - binnen: 13-03-2010 | "Nothin' on You" in de Nederlandse Single Top 100 - binnen: 13-03-2010 |
| Week                                                                   | 1                                                                      | 2                                                                      | 3                                                                      | 4                                                                      | 5                                                                      | 6                                                                      | 7                                                                      | 8                                                                      | 9                                                                      | 10                                                                     | 11                                                                     | 12                                                                     | 13                                                                     | 14                                                                     | 15                                                                     | 16                                                                     | 17                                                                     | 18                                                                     |                                                                        |
| ---------------------------------------------------------------------- | ---------------------------------------------------------------------- | ---------------------------------------------------------------------- | ---------------------------------------------------------------------- | ---------------------------------------------------------------------- | ---------------------------------------------------------------------- | ---------------------------------------------------------------------- | ---------------------------------------------------------------------- | ---------------------------------------------------------------------- | ---------------------------------------------------------------------- | ---------------------------------------------------------------------- | ---------------------------------------------------------------------- | ---------------------------------------------------------------------- | ---------------------------------------------------------------------- | ---------------------------------------------------------------------- | ---------------------------------------------------------------------- | ---------------------------------------------------------------------- | ---------------------------------------------------------------------- | ---------------------------------------------------------------------- | ---------------------------------------------------------------------- |
| Nummer                                                                 | 43                                                                     | 22                                                                     | 18                                                                     | 15                                                                     | 17                                                                     | 16                                                                     | 24                                                                     | 18                                                                     | 17                                                                     | 22                                                                     | 32                                                                     | 25                                                                     | 44                                                                     | 42                                                                     | 65                                                                     | 63                                                                     | 66                                                                     | 79                                                                     | uit                                                                    |

| "Nothin' on You" in de Vlaamse Ultratop 50 - binnen 29-05-2010 | "Nothin' on You" in de Vlaamse Ultratop 50 - binnen 29-05-2010 | "Nothin' on You" in de Vlaamse Ultratop 50 - binnen 29-05-2010 |
| Week                                                           | 1                                                              |                                                                |
| -------------------------------------------------------------- | -------------------------------------------------------------- | -------------------------------------------------------------- |
| Nummer                                                         | 44                                                             | uit                                                            |